# Питтсбург
Пи́ттсбург (также Питсбург, англ. Pittsburgh) — второй по величине город в штате Пенсильвания, США. Город является экономическим, культурным, научным и транспортным ядром региона Большой Питтсбург (англ. Pittsburgh Metropolitan Area). Возникший на месте слияния рек Аллегейни и Мононгахила, вместе образующих реку Огайо, современный Питтсбург узнаваем по своему центру — так называемому «Золотому треугольнику» с его небоскрёбами, торговыми и офисными центрами, театрами и мостами. В границах города на площади в 151 км² проживает 300 000 человек. Питтсбург окружён многочисленными пригородами и посёлками городского типа, составляющими округ Аллегейни с совокупным населением более 1,2 млн жителей. Ряд исследований относят Питтсбург к мегалополису Чипитс (англ. Chipitts), или мегалополису Великих озёр, который, по мнению авторов, простирается от Чикаго до Питтсбурга.
Экономика Питтсбурга до 1980-х в основном базировалась на сталелитейной и обрабатывающей промышленности, сейчас основными сферами экономики являются здравоохранение, образование, финансовые услуги и нанотехнологии.
В 55 км от Питтсбурга расположена атомная электростанция Бивер-Валли. Также в городе расположен один из шести крупнейших зоопарков в США.

## История города
До заселения окрестностей Питтсбурга европейцами на этой территории проживали индейские племена эри, саскуэханноки, сенека и другие группы ирокезов. Позднее, уже после окончания Бобровых войн, в верховья реки Огайо с востока переселились делавары.
Первыми европейцами, поселившимися в районе Питтсбурга были французы, прибывшие из района озера Онтарио и из Квебека (начало XVIII века). Французы стремились объединить эти земли со своими владениями в Канаде и Луизиане. Английский губернатор Динуидди из Виргинии послал Джорджа Вашингтона передать французам требование вывести свои войска. В ходе своей миссии в Огайо Вашингтон исследовал слияние рек Мононгахила и Джогейни, и решил, что именно это место удобно для постройки форта.
Весной 1754 года англичане начали строить форт, но в апреле французский отряд высадился у слияния рек и захватил недостроенный форт. Они сразу начали строить новое укрепление, которое получило название Форт Дюкен. В 1755 году для захвата форта была направлена экспедиция Брэддока, но она была разбита на берегу Мононгахилы неподалёку от форта. В 1758 году Джон Форбс изгнал французов и разрушил их форт, в том же году было начато строительство форта, получившего название форт Питт, с которого и начинается отсчёт истории города. Форт был назван в честь премьер-министра Англии того времени Уильяма Питта-старшего. Поселение рядом с фортом было названо Питтсборо.
В 1768 году наследники Уильяма Пенна приобрели земли на территории современного Питтсбурга, а в 1769 году посёлок получил современное название. Спор за территорию поселения шёл между штатами Виргиния и Пенсильвания до 1780 года.
После американской революции происходил постоянный рост поселения. План развития города был подготовлен в 1784 году и утверждён властями в Филадельфии.
Во время войны 1812 года поставки английских товаров были прекращены, что привело к развитию промышленности в Питтсбурге. Уже в 1815 году предприятия города выпускали сталь, бронзу, олово и стекло. В 1830-е годы в город перебрались валлийцы, работавшие до этого на сталелитейном заводе Мертира. В 1840-е годы Питтсбург стал одним из крупнейших городов к западу от гор Аллегейни. В 1845 году пожар уничтожил тысячи зданий города, но город был заново отстроен.
В 1875 году началось производство стали. Эндрю Карнеги основал завод в Браддоке, который стал частью его сталелитейной компании (Carnegie Steel Company). Большой вклад в развитие промышленности города внёс представитель компании Карнеги Генри Бессемер, изобретатель конвертерного процесса производства стали (бессемеровский конвертер). К 1901 году Питтсбург производил от трети до половины всей стали в США. Население города достигло полумиллиона человек.
Во второй половине XX века в городе стал осуществляться проект «Возрождение», основной целью которого являлось улучшение качества жизни и защита окружающей среды. В 1977 году началось осуществление проекта «Возрождение-2», направленного на культурное развитие города и пригородов. В 1970-е и 1980-е годы многие предприятия сталелитейной промышленности были закрыты, а работники заводов уволены. Численность населения резко уменьшилась до 330 тыс. человек (2000 год). Основными статьями в городском бюджете стали образование, туризм, медицина и высокие технологии.

## Климат
| Показатель                                                                | Янв. | Фев.  | Март  | Апр.  | Май   | Июнь  | Июль  | Авг.  | Сен.  | Окт.  | Нояб. | Дек. | Год  |
| ------------------------------------------------------------------------- | ---- | ----- | ----- | ----- | ----- | ----- | ----- | ----- | ----- | ----- | ----- | ---- | ---- |
| Абсолютный максимум, °C                                                   | 24   | 26    | 29    | 32    | 35    | 37    | 39    | 39    | 39    | 33    | 28    | 23   | 39   |
| Средний суточный максимум, °C                                             | 2,4  | 4,2   | 9,5   | 16,9  | 22,2  | 26,3  | 28,3  | 27,6  | 23,9  | 17,3  | 10,5  | 4,8  | 16,2 |
| Средняя температура, °C                                                   | −1,8 | −0,3  | 4,3   | 10,8  | 16,2  | 20,8  | 22,9  | 22,1  | 18,3  | 11,9  | 5,9   | 0,9  | 11,0 |
| Средний суточный минимум, °C                                              | −5,9 | −4,9  | −0,9  | 4,8   | 10,3  | 15,2  | 17,4  | 16,7  | 12,7  | 6,5   | 1,3   | −2,9 | 5,8  |
| Абсолютный минимум, °C                                                    | −17  | −15   | −11   | −4    | 2     | 1     | 6     | 4     | −1    | −9    | −18   | −24  | −24  |
| Среднее число солнечных часов в месяц                                     | 93,9 | 108,5 | 155,4 | 182,8 | 217,4 | 242,2 | 254,9 | 228,4 | 196,7 | 167,3 | 99,4  | 74,4 | 2021 |
| Среднее число дней с осадками                                             | 17   | 14    | 14    | 14    | 14    | 12    | 11    | 11    | 10    | 11    | 12    | 15   | 154  |
| Норма осадков, мм                                                         | 75   | 67    | 80    | 84    | 97    | 105   | 108   | 89    | 84    | 72    | 73    | 72   | 1006 |
| Источник: Национальное управление океанических и атмосферных исследований |      |       |       |       |       |       |       |       |       |       |       |      |      |

## Учебные заведения
Крупнейшим учебным заведением города является Питтсбургский университет. Он входит в десятку самых больших университетов США. В университете имеется кафедра славянских языков и культур, которая совместно с центром российских исследований организовывает в числе прочего Летний институт иностранных языков, а также проводит программы для детей с русским языковым наследием.
В то же время самым известным вузом города является частный Университет Карнеги — Меллона, занимающий высокие позиции в американских и мировых рейтингах. Также в Питтсбурге находятся небольшие частные университеты Дюкейн, Карлоу, Чатем, Пойнт Парк и Роберт Моррис.

## Достопримечательности
Музеи
- Музей естественной истории Карнеги
- Музей Энди Уорхола

Другие достопримечательности
- Мост Форт-Дюкесн[англ.] через реку Аллегейни. Построен в 1963 году, но открыт лишь в 1969 году. Стоимость строительства составила 5 миллионов долларов в ценах 1962 года[1] (более 39 миллионов долларов в ценах 2016 года[2]). В связи с волокитой в открытии и достаточно высокой стоимостью получил прозвище «мост в никуда».

## Спорт
| Питтсбург Пайрэтс  | бейсбол             | MLB | PNC-парк         | 38 362 |
| Питтсбург Стилерз  | американский футбол | NFL | Экрисюр Стэдиум  | 68 400 |
| Питтсбург Пингвинз | хоккей              | NHL | PPG Paints-арена | 18 387 |

Крупнейшие стадионы

## В астрономии
В честь Питтсбурга назван астероид (484) Питтсбургия, открытый в 1902 году, поскольку в городе производилось астрономическое оборудование.

## Города-побратимы
Ниже представлен список побратимов Питтсбурга:

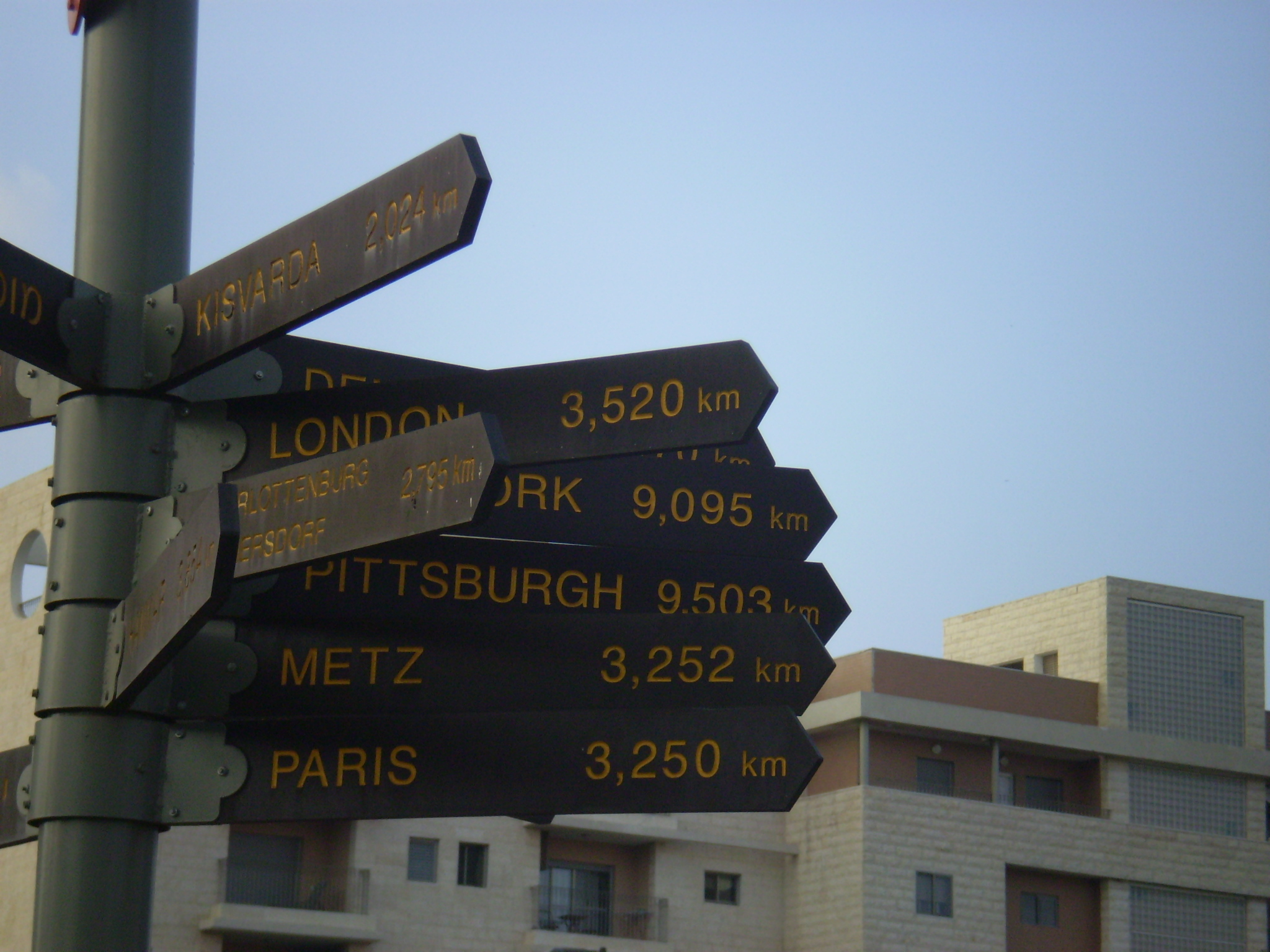
Указатель расстояния до Питтсбурга в Кармиэле, Израиль

| - Астана, Казахстан - Бильбао (исп. Bilbao, баск. Bilbao), Испания - Гамильтон (англ. Hamilton), Канада - Дананг (вьет. Đà Nẵng), Вьетнам - Донецк (укр. Донецьк), Украина - Загреб (хорв. Zagreb), Хорватия - Кармиэль (ивр. כַּרְמִיאֵל‎), Израиль - Мисгав (ивр. משגב‎), Израиль - Матансас (исп. Matanzas), Куба - Острава (чеш. Ostrava), Чехия - Прешов (словац. Prešov), Словакия |  | - Риека (хорв. Rijeka), Хорватия - Саарбрюккен (нем. Saarbrücken), Германия - Сайтама (яп. さいたま市), Япония - Сан-Исидро (исп. San Isidro), Никарагуа - Скопье (макед. Скопје), Северная Македония - София (болг. София), Болгария - Террасса (кат. Terrassa, исп. Tarrasa), Испания - Ухань (кит. трад. 武漢, упр. 武汉, пиньинь Wǔhàn), Китай - Фернандо-де-ла-Мора (исп. Fernando de la Mora), Парагвай - Шарлеруа (фр. Charlerois), Бельгия - Шеффилд (англ. Sheffield), Великобритания |

## Галерея

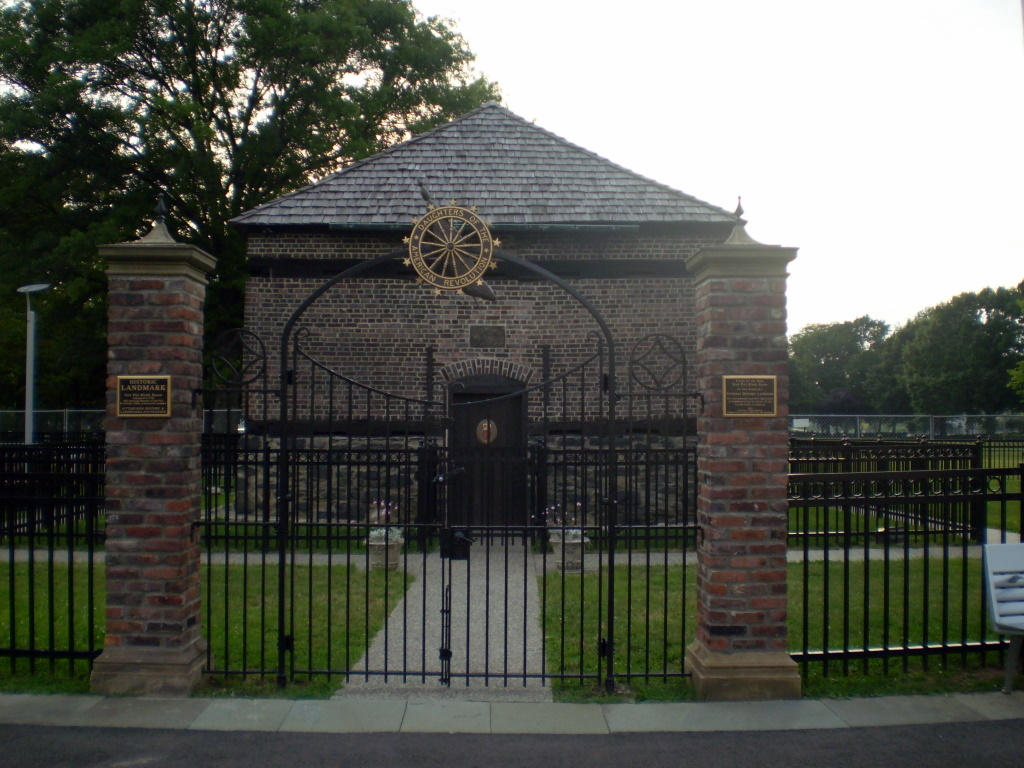
Старейшее здание на территории города в форте Питт (1758 г.)
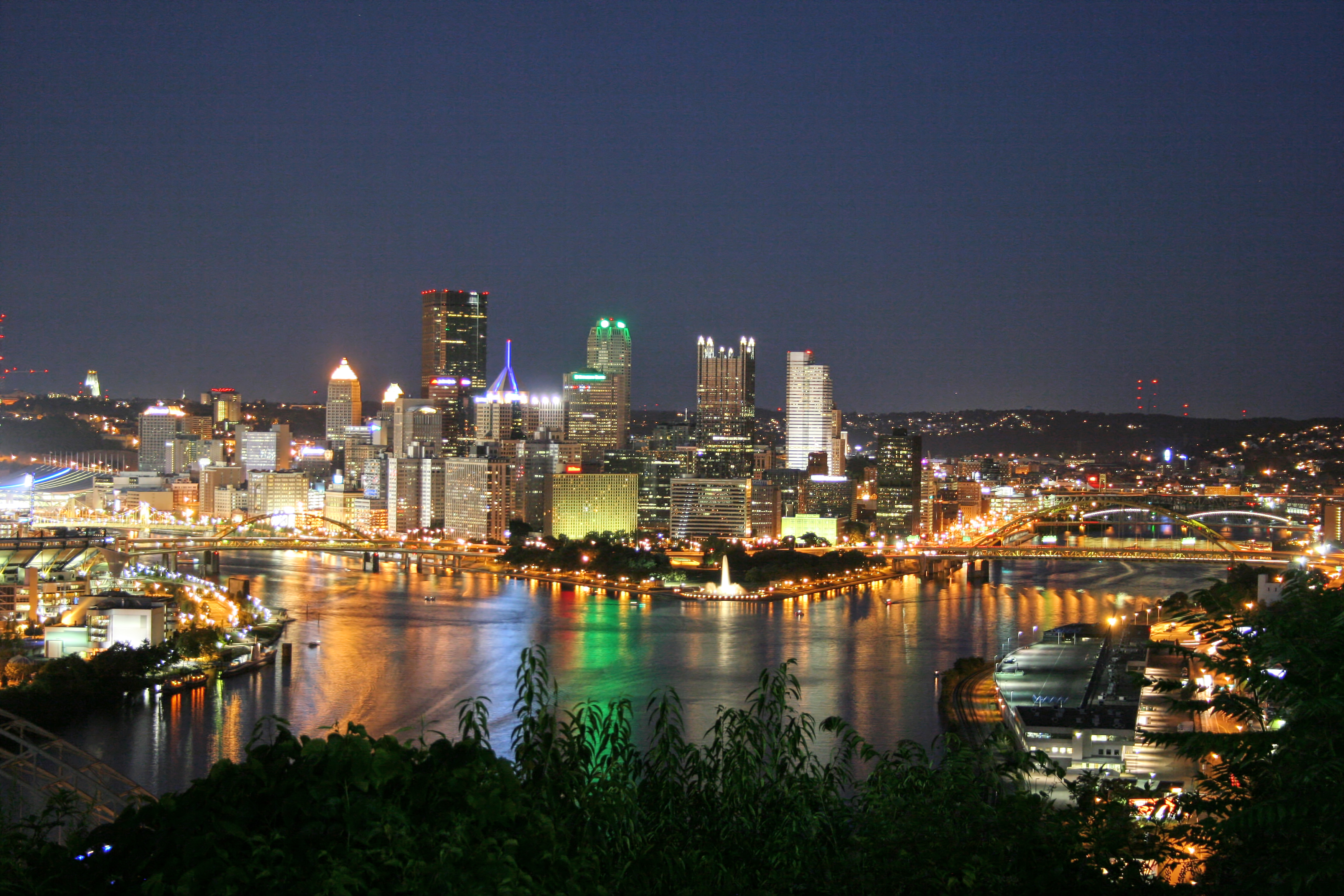
«Золотой Треугольник» в ночное время